# دبليو. بريت ويلسون
دبليو. بريت ويلسون هو مصرفي الاستثمار ‏ كندي، ولد في 1 يوليو 1957 في نورث باتلفورد في كندا.

## وصلات خارجية
- الموقع الرسمي